# Alcina

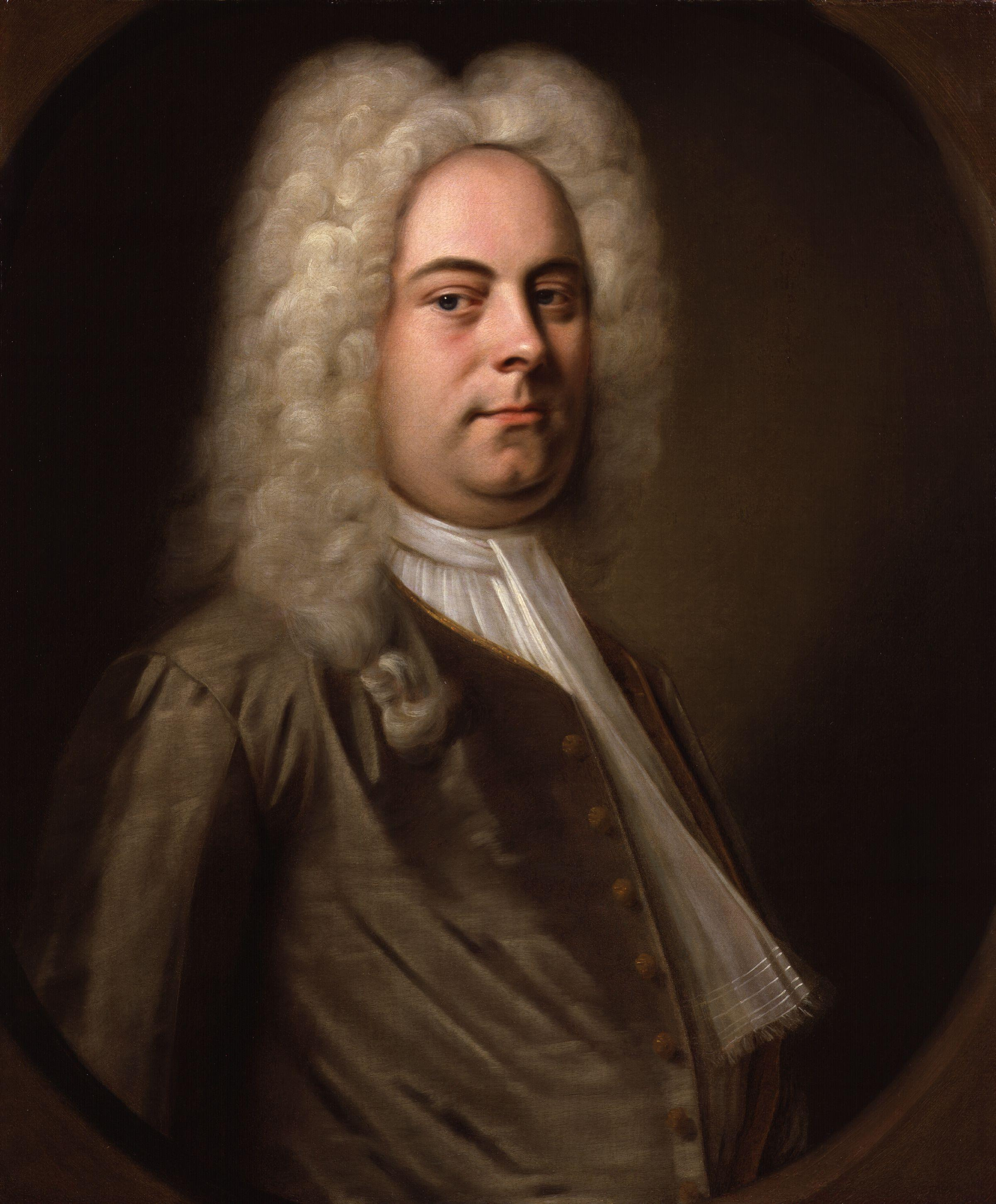
Händel em 1726-1728

Alcina (HWV 34) é uma ópera em três atos do compositor alemão naturalizado britânico Georg Friedrich Händel (1785-1759). Sua estreia ocorreu na Royal Opera House de Covent Garden,a 16 de Abril de 1735, tendo sido uma das últimas óperas de sucesso do compositor.
O libreto de Antonio Marchi, Alcina delusa da Ruggiero, fora musicado por Tomaso Albinoni, em Veneza, em 1725. A ópera foi revivida em 1732, sob o nome de Gli evenimenti di Ruggiero. No entanto, a não ser pelo argumento, não existe qualquer relação entre esse texto e aquele que foi utilizado por Händel. Dean sustenta que o mais provável é que Händel tivesse trabalhado sozinho, adaptando o libreto da ópera de Ricardo Broschi L'Isola d'Alcina. Assim como  outras óperas de Händel, como Orlando e Ariodante, o enredo de Alcina tem por base a obra de Ludovico Ariosto Orlando Furioso,  poema épico ambientado no tempo das guerras de Carlos Magno contra o Islamismo. 
A ópera contém várias sequências musicais para dança, compostas para a dançarina Marie Sallé e para o corpo de baile do Covent Garden.

## Personagens e intérpretes originais
| Personagens                                      | Vozes                  | Estreia, 16 abril 1735 (Maestro: Georg Friedrich Händel) |
| ------------------------------------------------ | ---------------------- | -------------------------------------------------------- |
| Alcina, uma feiticeira, rainha de sua ilha       | soprano                | Anna Maria Strada del Pò                                 |
| Morgana, irmã de Alcina                          | soprano                | Cecilia Young                                            |
| Oberto, um garoto a procura de seu pai           | sopranino              | William Savage                                           |
| Ruggiero, um cavaleiro                           | mezzo-soprano castrato | Giovanni Carestini                                       |
| Bradamante, noiva de Ruggiero                    | mezzo-soprano          | Maria Caterina Negri                                     |
| Oronte, general de Alcina apaixonado por Morgana | tenor                  | John Beard                                               |
| Melisso, antigo tutor de Ruggiero                | baixo                  | Gustavus Waltz                                           |

## Contexto histórico da composição
Em uma de suas viagens por Itália, em 1729, Händel teve contacto com a obra de Ricardo Broschi, irmão do renomado castrato Farinelli, L'Isola de Alcina, cuja estreia se deu em Roma no Carnaval do ano anterior. Händel provavelmente adquiriu uma cópia do libreto e o levou consigo para Londres. 
Contrariando a sua prática habitual, Händel introduziu poucas alterações no texto, o que certamente sugere seu respeito pelo libreto. Ainda assim, as modificações são dignas de nota e caracterizam bem a forma como o compositor encarava a acção dramática em suas óperas. Ele ampliou o número de árias da personagem titular, reduzindo a participação de Morgana, bem mais proeminente na obra de Broschi. O personagem Melisso era, originalmente, feminino. Händel deu ainda maior destaque aos coros, introduziu números de balé especialmente concebidos para a bailarina Marie Sallé e também introduziu o personagem Oberto, concebido para aproveitar os dotes vocais do sopranino Willian Savage que havia impressionado Händel com sua atuação em Athalia.
Alcina foi um dos últimos sucessos operísticos de Händel, tendo sido representada dezoito vezes na temporada de estreia. Foi um marco importante no contexto de sua rivalidade com a Ópera da Nobreza. Alcina também é a terceira e última obra de Händel a utilizar como base a obra de Ariosto à semelhança de Orlando (HWV 31), de 1731, e Ariodante (HWV 33), cuja estreia ocorreu em Janeiro do mesmo ano de 1735. Também foi a última ópera do compositor a explorar elementos mágicos, os quais já haviam aparecido em suas composições desde Rinaldo (HWV 7), Teseo (HWV 9) e, mais uma vez, Orlando.
Em uma remontagem realizada em Novembro do mesmo ano de 1735, esteve presente o próprio Príncipe de Gales, recém casado, acompanhado de sua esposa. Outra remontagem ocorreu em 1737, contando novamente com a presença dos príncipes. A ópera também foi montada em Brunswick em Fevereiro e em Agosto de 1738.
Depois da utilização de algum material de Alcina em pasticci como Giove in Argo, do próprio Händel, dentre outros, a ópera foi esquecida por mais de duzentos anos, reaparecendo progressivamente durante a fase de renascimento do interesse pela ópera barroca no século XX.

## Sinopse
Antes que a acção comece, sabe-se que Alcina é uma maga que reina em sua ilha. Ela tem por hábito seduzir jovens guerreiros e fazer deles seus amantes. Mas, ao se cansar deles, os transforma em rochas ou feras selvagens. Seu amante no momento é Ruggiero que, apesar de estar noivo de Bradamente, deixa-se prender pelos feitiços de Alcina, abandonando sua vida de glória guerreira. Bradamente e seu tutor Melisso se dirigem à ilha para resgatar Ruggiero.

### Ato I
Melisso e Bradamante atingem a ilha de Alcina, supostamente por conta de uma tempestade que desviou para lá seu navio. Bradamente, noiva de Ruggiero, está disfarçada sob o nome de Ricciardo. Os dois são recebidos por Morgana, irmã de Alcina, que, apesar de estar comprometida com Oronte, apaixona-se imediatamente por Ricciardo. Alcina recebe os visitantes em seu palácio que surge abruptamente no cenário ao som de trovões. Ruggiero está com ela. A rainha-maga dá as boas-vindas aos estrangeiros e pede a Ruggiero que lhes mostre as fontes e o rio onde ela suspirava antes de conquistar o amor do guerreiro. Bradamente, cheia de ciúmes, procura conter-se e quase revela sua identidade a Ruggiero, sendo impedida por Melisso. Oberto, um menino, procura seu pai e pede ajuda de Bradamente e Melisso para encontrá-lo. O garoto não sabe que o pai foi transformado em leão por Alcina. Oronte, general de Alcina, surge e acusa Ricciardo de ser seu rival e de ter tirado dele o amor de Morgana. Ricciardo procura contemporizar e garante que não tem interesse em Morgana. Oronte, com inveja de Ruggiero resolve dizer a ele que Alcina não o ama mais e que caiu de amores por Ricciardo. Acreditando na intriga de Oronte, Ruggiero acusa Alcina de infidelidade. A bruxa, por sua vez, diz que irá transformar Ricciardo em um fera para provar que não se interessa por ele. Morgana corre para prevenir Ricciardo que garante que não tem interesse por Alcina. Ele (na verdade, Bradamante) diz que seu coração pertence a outra. Quando Morgana pergunta se essa outra não seria ela mesma, Ricciardo diz que sim, fingindo estar apaixonado por ela. O ato termina com a ária feliz de Morgana, iludida.

### Ato II
Vagando a procura de Alcina, Ruggiero se encontra com Melisso que, fingindo ser seu antigo tutor, Atlante, lhe dá um anel mágico. Esse anel liberta Ruggiero da influência de Alcina e o faz lembrar-se de seu compromisso com Bradamente. Quando Alcina está prestes a realizar seu feitiço contra Ricciardo, acaba sendo impedida por Morgana. Ruggiero também surge e diz que está convencido da fidelidade de Alcina e, portanto, ela não precisa seguir em frente. Por sugestão de Melisso, Ruggiero diz a Alcina que deseja se dedicar à caça, mas sozinho. Na verdade, esse é um pretexto para escapar da ilha. Oronte revela a Alcina a traição de Ruggiero e seu plano de fuga. Desprezada, Alcina se desespera. Ao contrário do que tinha ocorrido com seus outros amantes, ela realmente está apaixonada por Ruggiero. Ela evoca, então, todas as forças mágicas para ajudá-la a reconquistar o guerreiro, mas descobre que a paixão a privou de seus poderes. Morgana também compreende seu engano e que tinha se apaixonado por uma mulher disfarçada.

### Ato III
Morgana pede o perdão de Oronte, que acaba por aceitá-la de volta. Mas Alcina continua privada de seus poderes e nada pode fazer contra Ruggiero e Bradamente. Estes, encontrando Oberto, garantem a ele que seu pai voltará em breve. Oronte conta a Alcina que Ruggiero venceu as forças da feiticeira que tentavam mantê-lo na ilha. O pai de Oberto, ainda na forma de um leão, surge e Alcina tenta convencer o menino a matar a fera, mas ele reconhece o pai e ameaça a própria Alcina. Ruggiero destrói a urna que guardava o poder secreto de Alcina. Por conta disso, todos os ex-amantes da bruxa são devolvidos a sua forma original, inclusive o pai de Oberto. A ópera se encerra com o tradicional final feliz e todos cantam as virtudes do verdadeiro amor vitorioso.

## Libretto
Disponível em www.haendel.it 